# María Cecilia Domínguez
María Cecilia Domínguez (San Carlos de Bariloche, 8 de abril de 1981) es una esquiadora de fondo argentina.

## Carrera deportiva
De joven practicó atletismo, corriendo pruebas de media distancia. Comenzó a practicar esquí a los 20 años practicando en el equipo de la municipalidad de Bariloche. Posteriormente ingresó al equipo del Ejército Argentino.
Se especializa diferentes disciplinas de biatlón, como las de sprint y persecución. En esquí de fondo se especializó en técnica libre. Fue campeona sudamericana de biatlón siete veces, la última de ellas en agosto de 2017 en Chile. Ese mismo año participó Juegos Argentinos de Invierno realizados en el cerro Catedral, obteniendo buenos resultados.
Se entrena con Gastón Fanti, Damián Gutiérrez y Sergio Martínez en la Escuela Militar de Montaña del Ejército. Su esposo Axel Nicolás Ciuffo también ha representado a Argentina en biatlón y esquí de fondo.

### Pyeongchang 2018
En los Juegos Olímpicos de Invierno de 2018, celebrados en Pyeongchang, Corea del Sur, compitió por primera vez en el evento de estilo libre femenino de 10 kilómetros de esquí de fondo. Domínguez accedió a los juegos luego de que asegurara la plaza que la Federación Internacional de Esquí otorga a la Argentina, en noviembre de 2017. Así se convirtió en la primera mujer argentina en competir en esquí de fondo de unos Juegos Olímpicos de Invierno. En la prueba finalizó en el puesto 87 de 90, con un tiempo de 34:16.1.

## Vida personal
Oriunda San Carlos de Bariloche, trabaja como técnica de construcciones en el Ejército Argentino, donde también es soldado de reserva, tras completar su educación en el Centro de Capacitación Técnica de Bariloche.
Tiene una hija.